# Skræ
Skræ er en lille landsby i Thorning Sogn Midtjylland beliggende 20 kilometer syd for Viborg og 24 kilometer nord for Silkeborg. Skræ betyder "stendyngen". 
Oprindeligt var her skole, brugs, slagter, smed, gartner, døgnkiosk – men nu er kun smeden tilbage og de fleste beboere er pendlere til større midtjyske byer og arbejdspladser. Skræ ligger i Silkeborg Kommune og hører til Region Midtjylland. Størstedelen af Skræ by ligger  65 moh.
|  | Denne artikel om lokaliteten Skræ kan blive bedre, hvis der indsættes et (bedre) billede. Du kan hjælpe ved at afsøge Wikimedia Commons for et passende billede eller lægge et op på Wikimedia Commons med en af de tilladte licenser og indsætte det i artiklen. |

56°18′5″N 9°18′15″Ø / 56.30139°N 9.30417°Ø